# Мешабаш
Мешабаш (тат. Мишәбаш) — деревня в Сабинском районе Республики Татарстан, в составе Евлаштауского сельского поселения.

## Географическое положение
Деревня находится на реке Мёша, в 19 км к северо-востоку от районного центра, посёлка городского типа Богатые Сабы.